# Mongelos
Pour les articles homonymes, voir Mongelos.
Mongelos est une ancienne commune française du département des Pyrénées-Atlantiques. Le 16 août 1841, la commune fusionne avec Ainhice pour former la nouvelle commune d'Ainhice-Mongelos.

## Géographie
Le lieu-dit fait partie du pays de Cize dans la province basque de Basse-Navarre.

## Toponymie
Son nom basque est Monjolose.
Le toponyme Mongelos apparaît sous les formes 
Mongelos (1249, 1264, 1309 et 1413), 
Mont gelos (1292, 1307 et 1350), 
Montis gelosi (1304), 
Monjelos (1321, titres de la Camara de Comptos), 
Mont gelos (1350), 
Mongelos en Cize (1477, contrats d'Ohix) et 
Saint-Jean de Mongelos (1703, visites du diocèse de Bayonne).

Mongelos est, d’après Brigitte Jobbé-Duval,, un nom gascon signifiant mont Jaloux.

## Histoire
Le village de Mongelos, bastide médiévale, fut créé en 1240 et dépendait du roi de Navarre.

## Pour approfondir